# Dragonwyck
El castillo de Dragonwyck  es una película de suspense estadounidense ambientada en el siglo XIX. Fue la primera película dirigida por Joseph L. Mankiewicz en 1946.Mankiewicz escribió el guion adaptando una novela de Anya Seyton.

## Sinopsis
Año 1844. Miranda Wells, 18 años, es  la hija soñadora de unos granjeros honrados y menesterosos, frágil e inocente, cuando llega una carta de un adinerado y lejano pariente de su madre en el castillo de Dragonwyck, donde vive un primo lejano de su madre, Nicholas Van Ryn, su esposa enferma y su hija. Miranda se enamora de Van Ryn, quien, al poco de enviudar, se casa con ella, pero entonces empiezan a salir a la luz turbios secretos del castillo.El personaje Nicholas Van Ryn es un protagonista romántico y es un antihéroe narcisista, drogadicto y despiadado.

## Reparto
- Gene Tierney como Miranda Wells.
- Vincent Price como Nicholas van Ryn.
- Walter Huston como Ephraim Wells.
- Glenn Langan como Dr. Turner
- Anne Revere como Abigail Wells.
- Spring Byington como Magda.
- Harry Morgan como Bleecker.
- Jessica Tandy como Peggy.
- Vivienne Osborne como Johanna Van Ryn.